# Brazilci
Brazilci (izvorno Brasileiros) su neoromanski narod nastanjen u Brazilu.

## Ime
Cabral je 22. travnja 1500. godine otkrio obalu koju je kralj Manuel I Portugalski prozvao je 'zemljom svetog križa'. Zemlja će kasnije svoje ime dobiti po drvetu Caesalpinia echinata, poznatije kao pau brasil, visoko oko 15 metara, tamno-smeđe boje kore.

## Povijest
Izabela I. Kastiljska, španjolska kraljica, otpremila je Kolumba na put koji je omogućio otkriće Amerike. Ovaj događaj iz 1492. godine utjecat će na daljnje događaje vezane i na susjedni Portugal. Pedro Álvares Cabral, koji se rodio možda dvije godine prije Kolumba i Izabele, odnosno 1467., portugalski navigator i prijatelj Vasco da Game, krenut će 1500. na put i opaziti obalu Brazila. Prije njega ipak je na obalu stupio Španjolac Vicente Yáñez Pinzón, koji se 26. siječnja 1500. iskrcava na obalu Bahije, nedaleko Recifea, glavnog grada današnjeg Pernambuca. 
Cabralova flota usidrila se 21. travnja na mjestu koje su prozvali "Porto Seguro" ili 'sigurna luka'. Ovo ime je i ostalo gradu Porto Seguro koji se i danas nalazi na obali današnje Bahije. Portugalci su tada mislili da se nalaze na otoku pa su mu nadjenuli ime Ilha da Vera Cruz (otok pravoga križa), sljedećeg dana 22. travnja shvatili su da su na novom kontinentu. Trebalo je osigurati portugalsko pravo na novu zemlju, a moguće da je o tome postojala i tajna instrukcija kralja Dom Manuela I. koji ju je prozvao Zemljom pravoga križa. Prvo stalno naselje osnovat će 1532. Martim Afonso de Sousa, a to je današnji São Vicente u državi São Paulo. 
Čitavu obalu Brazila južno od Amazone u to su vrijeme držala u rukama ratoborna ljudožderska Tupi plemena, najpoznatiji bijahu Potiguara, Tupinambá, Kaeté, Tupinikin i drugi. Računa se da je Brazil mogao imati oko 7,000,000 Indijanaca. Obala je bila u rukama opasnih ljudi, a zaleđe nepoznato. Prastanovnike Gé Tupiji su potisnuli u zaleđe, a također i druge skupine kao Coroados, Puri i Botocudo.
Martim Afonso de Souza koji se rodio 1500. imao je tek godinu dana kada je u jedanaestom mjesecu 1501. na dan Svih svetih, Amerigo Vespucci došao na Baía de Todos os Santos. Kartograf Martin Waldseemüller 1507. po njemu prozvat će cijeli kontinent Amerikom. Ovo ipak ne utječe na brazilsku povijest. Ipak, još 1493. stvoren je dogovor između Španjolske i Portugala o međusobnoj podijeli zemalja koje budu otkrivene zapadno od Afrike. To je tkz. Tratado de Tordesilhas (port.), ili Tratado de Tordesillas (šp.) koji 1494. doživljava i neke preinake, a potpisan je 7. lipnja 1494.

### Istraživanja i rana naselja
Godine 1530. portugalski kralj Ivan III. Portugalski (1502. – 1557.) inicira program sistematske brazilske kolonizacije. Prvi njegov korak je podjela Brazila na 15 distrikata, no oni neće dugo opstati zbog opasnosti od Francuske, pa cijeli Brazil dolazi pod vlast guvernera-generala (Governador-Geral). Prvi u Brazil dolazi 1549. Thomé de Souza, koji si je sjedište uredio u Bahiji (danas Salvador). Salvador će tako postati glavni grad portugalskoig Brazila sve do 1763., kada će biti preseljen u Rio de Janeiro. 
Kolonisti postupno zalaze u unutrašnjost. U pratnji prvog guvernera-generala su i članovi novo-osnovanog reda jezuita. Njihov posao je pokrštavati Indijance, a u tu svrhu oni utemeljuju prve misije. Godine 1555. Francuzi utemeljuju koloniju na obalama zaljeva Rio de Janeiro. Portugalci je 1560. unište, a 1567. na njenom mjestu utemeljuju grad Rio de Janeiro.
Ekspedicije (poznate kao bandeiras) odlaze u unutrašnjost u potrazi za zlatom i srebrom, usput se hvataju i indijanski robovi. Česti su okršaji među skupinama koji iz različitih motiva tumaraju neispitanim krajevima.  Filip II. Španjolski (1527. – 1598.; Filipe II de Espanha), nasljeđuje portugalsku krunu 1580. On je Španjolac, a Španjolska tradicionalni neprijatelj Engleza i Nizozemaca. Period španjolske vladavine obilježit će učestalije agresije Engleza i Nizozemaca na Brazil. 
Nizozemska flota 1624. zauzima Bahiju, ali je grad oslobođen uz pomoć ujedinjenih snaga Španjolaca, Portugalaca i Indijanaca. Nizozemci ne odustaju pa ga ponovno napadaju 1630. Ovaj puta ekspediciju sponzorira Nizozemska zapadno-indijska kompanija "West-Indische Compagnie", i osvojen je Pernambuco (današnji Recife) i Olinda.
Većina teritorija između otoka Maranhão i donjeg toka São Francisca past će u njihove ruke. Pod sposobnim grofom Joan Mauritz van Nassau-Siegenom, nizozemska okupacija prosperirat će nekoliko godina, do njegovog odstupanja 1644. Tada će doći do pobune portugalskih kolonista, koja će se podići uz pomoć Portugala. Nizozeska kapitulira 1654. i 1661. se odriče svojih prava na brazilskom teritoriju.
Ni u Portugalu nije mirno, ali stvari im idu od ruke, oslobađaju se Španjolaca i uspostavljaju svoju vlast 1640. Brazil dolazi pod portugalsku krunu i postaje pod-kraljevstvo. U Brazilu vlada mir sve do 1680. kada prema jugu počinju kretati portugalske ekspedicije, kreću se na jug do estuarija Río de la Plata i utemeljuju naselje Colonia (Colonia del Sacramento). Grad je 1680. osnovao Manuel de Lobo.
Brazilska ekspanzija na jug prethodi putovanjima u unutrašnjost, u amazonsku dolinu, koju započinju isusovci (jeziuiti) ranog 17. stoljeća. Paulisti (prema São Paulo) istražuju gornji tok rijeke Paraná, ali njihov cilj su robovi. Pauliste ovo čini gorkim neprijateljima jezuita. Jezuiti će uz podršku krune odnesti pobjedu nad Paulistima. Ipak njihovim otkrićem bogatih nalazišta zlata 1693. u današnjem Minas Geraisu, doći će do najezde desetaka tisuća portugalskih kolonista u Brazil.
Ekonomska ekspanzija podkraljevstva stimulirana je otkrićem dijamanata 1721. a, kasnije, dolazi i do razvoja industrije kave i šećera.
Godine 1750. dolazi do madridskog ugovora između Španjolske i Portugala kojim se potvrđuju brazilski zahtjevi na golemu regiju zapadno od granica promulgiranim ugovorom iz Tordesillasa. Ovo će se kasnije opozvati, a 1777. dolazi do ugovora "Tratado de Santo Ildefonso", po kojemu Španjolska prepušta Portugalu zapadna područja, odnosno amazonski bazen, a u zamjenu za kontrolu nad ‘banda Oriental’, ono što će postati poznato kao Urugvaj. Uz ovo Portugal Španjolskoj prepušta i teritorije na afričkoj obali između Nigera i estuarija Ogoue.
Portugalski ministar i premijer Marquês de Pombal (1699. – 1782.; pravog imena Sebastião José de Carvalho e Melo) uvest će mnoge reforme u Brazilu. među ostalim oslobodit će robove, smanjiti poreze, izgnati jezuite (1760.) i glavni grad preseliti u Rio de Janeiro.

### 19. stoljeće
Tri godine prije Pombalove smrti u Europi dolazi do napoleonskih ratova. Počeli su 1799., ali u Portugal će Napoleonova vojska ući tek 1807. godine. Princa Ivana VI. (Ivan VI. Portugalski (port. João VI Maria José Francisco Xavier de Paula Luís António Domingos Rafael de Bragança) ovaj događaj natjerat će da pobjegne u Brazil. Drugorođeni je sin Marije I. Portugalske (Maria I de Portugal) i imperator Brazila, Portugala i Algarve od 13 svibnja 1825. do 15. studenog 1825. Njegova majka je duševno bolesna, čiji je najvjerojatniji uzrok porfirija, od koje i umire. Godine 1821. on se vraća u Portugal i po uzoru na Španjolsku daje joj ustav. Za to vrijeme u Brazilu je regent njegov stariji sin Dom Pedro, on 7. rujna 1822. proglašava brazilsku nezavisnost od Portugala, i postaje prvi brazilski vladar. Prozvao se imenom Petar I. Brazilski /Pedro I do Brasil/ (Petar I. Brazilski port. Pedro de Alcântara Francisco António João Carlos Xavier de Paula Miguel Rafael Joaquim José Gonzaga Pascoal Cipriano Serafim de Bragança e Bourbon) s titulom kralja, što 1825. potvrđuje i njegov otac Ivan. Sve portugalske trupe u Brazilu do kraja 1823. bit će prisiljene na predaju. Brazil je postao država, a 7. rujan njihov nacionalni blagdan, dan nezavisnosti.
Pedro I. je svakako zadužio Brazil na samostalnosti, ipak on je autokrat, i tokom prvih godina svoga kraljevanja mnogo gubi na svojoj popularnosti. Još 1820.-ih dolazi do Brazilskog rata (Guerra da Cisplatina, ili šp. Guerra del Brasil), odnosno oružanog sukoba izbija između Ujedinjenih provincija Río de la Plata  (Provincias Unidas del Río de la Plata) i Brazila. Ujedinjene Provincije uključivale su kao pod-kraljevstvo većinu Argentine, Boliviju, Paragvaj i Urugvaj. Zemlja na delti Rio de la Plate bijaše poznata kao Banda Oriental ili Istočna obala, koju su Brazilci nazivali Cisplatina. Brazil izazvan argentinskom podrškom ustanku u Cisplatini upliću se u rat. Ovaj rat oni i gube, godine 1827. oni su definitivno poraženi. Provincija Cisplatina pobijedit će i postati Urugvaj. Petar je morao abdicirati, a to i čini u travnju 1831. u korist Petra II.

#### Brazil za vrijeme Petra II.
Pedro Segundo rodio se u Rio de Janeiru 1825., dvije godine prije brazilskog poraza što je mogući razlog abdikacije Pedra Primeira. Tada slijedi period političkih turbulencija obilježenih čestim provincijskim pobunama. U srpnju 1840. Brazilski parlament odlučuje da je Pedro dostigao punoljetnost.
Pedro II uskoro je dokazao da je najsposobniji monarh svoga doba. Tokom vladavine koja će potrajati sve do pred kraj 19. stoljeća dolazi do buma populacije i ekonomskog napretka koji je postao veći od 900%. Konstruirana je mreža cesta, a 1853. ropstvo je postalo protuzakonito. Oslobođeno je oko 2,5 milijuna robova. U drugoj polovici 19. st. počeo se širiti liberalizam i svi robovi stariji od 60 godina su oslobođeni, a u svibnju 1888. i svi preostali.

#### Generalissimo Fonseca
Tako je zemlja ostala bez robova i utro se put daljnjem napretku brazilske države. U studenom 1889. general Manuel Deodoro da Fonseca natjerao je Pedra II na abdikaciju. Proglašena je republika s Fonsekom na čelu privremenog governmenta. Odvaja se crkva od države i ubrzavaju republičke reforme, konstitucija je završena već u lipnju 1890., da bi u veljači sljedeće godine Brazil postao federalna republika s Fonsecom kao prvim izabranim predsjednikom.

### Vargasovo doba
Deset godina prije Fonsecove smrti (1882.) u gradu São Borja, u brazilskoj državi Rio Grande do Sul, rodio se Getúlio Dornelles Vargas. Njime će početi jedan novi period u povijesti Brazila (Vargasov period) i nastanak diktatorske Estado Novo. Vargas je nastrojen antikomunistički i tolerira anti-semitizam. Olga Benário Prestes, militantna komunistkinja, po ocu židovskog porijekla, uhićena je za vrijeme Estado Novo. i deportirana u koncentracijski logor u Ravensbrück, a otuda u psihijatrijsku bolnicu u Bernburg gdje je 1942. pogubljena plinom.
Vargas ne voli komuniste i Židove, ali ima otvoren neprijateljski stav prema Trećem Reichu i u prijateljskim je odnosima sa SAD-om i drugim demokratskim državama. Ovo Brazilu koristi i od SAD-a dobivaju pomoć u programu industrijalizacije, napose gume, koja ima vitalan značaj za ratnu industriju. Pomorske i zračne luke izgrađene su na strateškim obalnim položajima, a 1944. i 1945. brazilske snage učestvuju čak i u savezničkim borbama u Italiji. Amnestirani su svi politički zatvorenici, pa i komunisti. Vargas je vladao od 3 studenog 1930 pas do 29 listopada 1945. Vargas je aktivan i vratit će se. Potukavši dva rivalna kandidata, u siječnju 1951. on ponovno postaje predsjednik i osniva koalicijski kabinet zastupljen od svih glavnih stranaka.
U kolovozu 1954. tokom izborne kampanje ubijen je časnik zračnih snaga što je izazvalo krizu u samom vojnom vrhu. Predsjednik Vargas prepustio je dužnosti pod-predsjedniku João Café Filho, i izvršio samoubojstvo i ostavio svom brazilskom narodu pismo u povijesti poznato kao "carta testamento" koja počinje s 'Brasileiros' i s posljednjom rečenicom koja završava sa, ' smireno činim prvi korak prema besmrtnosti i napuštam život odlazeći u povijest . '/Brasileiros... Serenamente dou o primeiro passo no caminho da eternidade e saio da vida para entrar na História.'/

### Od Kubitscheka do Cardosa
Odlaskom nesretnog Vargasa za prvog čovjeka Brazila doći će Juscelino Kubitschek de Oliveira, češkog porijekla, sin učiteljice Júlije Kubitschek (1873.-1971.). Juscelino je na službi od (31. siječnja 1956.–31. siječnja 1961.), prethodno je bio guverner Minas Geraisa. Za njegovo će vrijeme novi federalni glavni grad biti prebačen u suvremeno izgrađenu Brasiliju, smještenu usred džungle. Juscelino je objavio ambiociozni petogodišnji plan ekonomskog razvoja posudbom od preko 150 milijuna dolara od U.S. Export-Import Bank, ali nije računao na pad cijena kave tokom srednjih pedesetih godina, što je dovelo do učestalih štrajkova radnika i studenata. 
Godine 1961. naslijedit će ga Jânio Quadros, a 1964. suspendirana su mu sva politička prava, pa on bježi u izgnanstvo, po raznim američkim i europskim gradovima. Godine 1967. vraća se u Brazil gdje su ga ubili 1976. blizu grada Resende u državi Rio de Janeiro. Na njegovom pogrebu u novom glavnom gradu prisustvovalo je 350,000 ožalošćenih građana. Danas leži u Brasiliji u Memorial JK.
Od Kubitscheka, preko Cardosa do danas se još izmijenilo 15 predsjednika, današnja 40. je Dilma Rousseff.

## Etnografija
Kad se kaže Brazil, odmah se pomisli na nogomet, karneval, sambu i capoeiru, simboli su brazilske kulture.

### Kuhinja
Brazilci, narod kojemu su srž dali portugalski kolonisti, kao i dovedeni crnački robovi i pripadnici priobalnih domorodačkih plemena razvili su posebnu kulturu kuhinje. Brazilac svoj dan počinje s café da manhã ili 'jutarnjom kavom'. Brazil je zemlja kave, iako joj nije domovina, i najveći je svjetski izvoznik kvalitetne kave, po čemu se proslavila i luka Santos.  
Tradicionalna feijoada priprema se subotom na razne načine od crnog graha. Feijoada je veoma popularna u São Paulu, gastronomskom glavnom gradu svijeta s 12.500 restorana i 42 etničke kuhinje, meka je zaljubljenika u hranu. 
Kuhinja Brazilaca dakako, daleko je šarolikija, domaće tropske kulture kao što je manioka, tropsko voće, europski osvajači i imigranti, kao i crni robovi učestovali su u stvaranju kulinarske kulture Brazila. Kuhinja Brazila razvijala se i regionalno. Na jugu Brazila, u državi Rio Grande do Sul prostiru se pašnjaci s govedarskim rančevima, i plantažno se uzgaja riža i pšenica. Govedina je svakako glavni sastojak, a roštilj najuobičajeniji način pripreme. Riječ dolazi iz jezika Taíno Indijanaca, barbacoa (okivr od štapića), što je označavalo neku vrstu primitivnog roštilja od drvenog kostura, na kojemu su Indijanci pekli meso ili ribu.
I Bahia ima svoju kuhinju. U tamošnjim krajevima raste uljevita palma poznata kao dende, porijeklom iz centralne i zapadne Afrike (Elaeis guineensis). Ulje ove palme koristi se za za pripremu raznih jela, kao što je farfoa, maniokino brašno prženo u dende-ulju, a priprema se u specijalitetima kao što je xinxim (s piletinom i malagueta parićicama Xinxim de Galinha, ili s rakovima;) ili vatapá, vrsta pirea od riba ili rakova. Vatapa se prirema na razne načine, poznati recepti su: Vatapá da Madá. Vatapá je najtipičnija bahijskoj kuhinji, glavni ingredijenti su joj: luk, džumbir, rakovi, palmino i olivino ulje, kokosovo mlijeko, češnjak, prženi kikiriki, lišće korijandera, etc.

### Ples i glazba
Brazil je zemlja karnevala, korijeni su mu pred-kršćanski. U Brazilu karnevalska povorka kreće se uz sambu i pratnju raznih bubnjeva surdo de primeira, surdo de segunda, caixa de guerra i caixi sličan tarol, repinique (standardni samba bubanj), ručni pandeiro, ganz i reco-reco, te tamborim, cuica i agogo. Bubanj cuica, afričkog porijekla, koristio se u Africi prilikom lova na lavove. Zvuk koji daje cuica sličan je glasanju lavice, a obično je (danas) izrađen od metala, ali može biti i od drveta, rjeđe od fiberglasa, štapovi za udaranje izrađeni su od bambusa. 
Bubanj surdo gospodar je sambe, veoma dubokog tona, velik je i obično visi obješen na konopcu oko vrata. Po surdu se udara jednom rukom većim drvenim maljem.

## Vanjske poveznice
- Pedro Álvares Cabral: Portuguese Explorer